# Yousef Alikhani
Yousef Alikhani (en persan : یوسف علیخانی), né en 1975 est un écrivain iranien. Il est né dans le village de Milek, près de Roodbar et Alamut de Qazvin.

## Les travaux publiés
- Dragon Fight (histoires courtes), Negah Publication, 2007
- Ghadam Bekheir a été ma grand-mère  (histoires courtes), Ofogh Publication, 2003

## Autres livres
- Recherche de Hassan ibn al-Sabbah, l'histoire de la vie le dieu de la Alamut pour les jeunes adultes, Qoqnoos Publication, 2007
- Saeb Tabrizi's Life, Madraseh Publication, 2007
- Ibn Batuteh's Life, Madraseh Publication, 2004
- Aziz et Negar: Re-lecture d'une histoire d'amour, Qoqnoos Publication, 2002
- La troisième génération de rédaction de la fiction dans l'Iran d'aujourd'hui: des entretiens avec des écrivains, Markaz Publication, 2001
- Les histoires du peuple de Roodbar et Alamut, en collaboration avec Afshin Naderi (à paraître)